# Маламен Микола Степанович
Мико́ла Степа́нович Маламе́н — підполковник, командир дивізіону Донецького зенітного ракетного полку Повітряного командування «Центр» Збройних сил України.

## З життєпису
Організовував ліцеїстам Донецького військового ліцею з посиленою фізичною підготовкою ознайомлення та підготовку на ЗРК «Бук М-1».
В липні 2014 року слідчий комітет Росії заявив, що вважає Миколу Маламена причетним до загибелі журналіста-оператора Першого каналу Анатолія Кляна.
Станом на березень 2019 року — військовик частини з Вінницької області.

## Нагороди
8 серпня 2014 року — за особисту мужність і героїзм, виявлені у захисті державного суверенітету та територіальної цілісності України, вірність військовій присязі під час російсько-української війни, відзначений — нагороджений орденом «За мужність» III ступеня.